# 副木

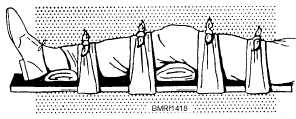
脚に副木をあてたところ

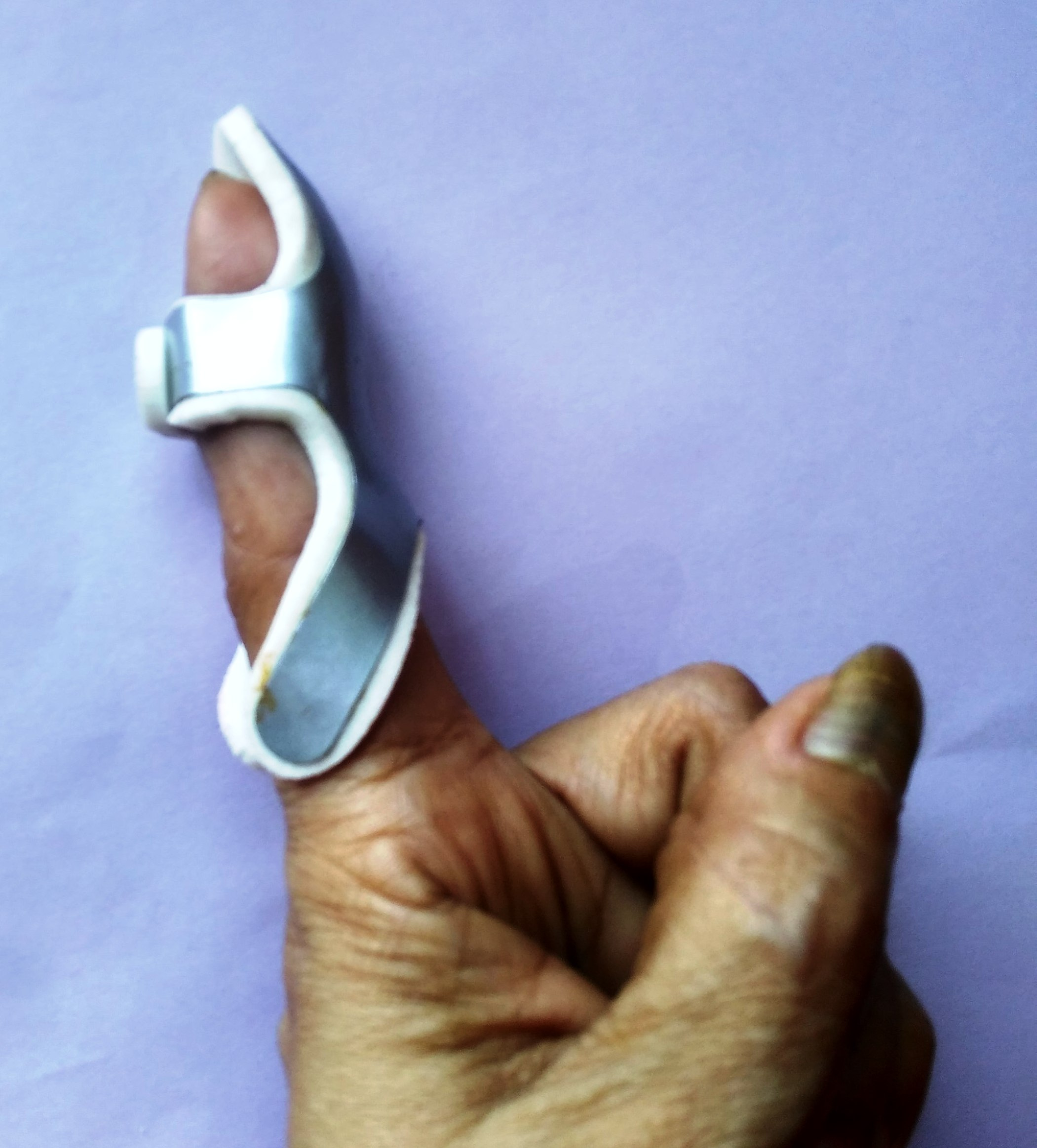
フィンガースプリント

副木（ふくぼく）とは、骨折した部分や関節などを臨時的に固定する器材である。副子（ふくし）、シーネ（独: Schienenverband）、添え木・副え木（そえぎ）、スプリント（Splint）、ブレイス（Brace）とも呼ばれる。

## 概要
材料は主に木、竹、合成樹脂、針金などが使われる。また、箸、傘、ものさし、タオルなどが副木として代用されることもある。骨折の際に激痛、出血、腫れ、寒気などの症状がみられる場合は動かさず固定する。なお、脱臼の際は副木は使用しない。

## 使用条件
骨折部分の上下の関節まで固定できる長さであり、骨折部分の最も細い部分より幅が広い副木を使用し、柔らかい布できつすぎない程度に固定し、毛布などで保温し、安静にする。
因みに、上肢の不自由な者が利用する肢装具を「シーネ」と称する（下肢に装着する肢装具は、単に「装具」と呼ばれることが多い）。